# Sphaerodactylus rosaurae
Sphaerodactylus rosaurae — вид геконоподібних ящірок родини Sphaerodactylidae. Ендемік Гондурасу.

## Поширення і екологія
Sphaerodactylus rosaurae мешкають на островах Іслас-де-ла-Байя і Кайос-Кочінос. Вони живуть в широколистяних тропічних лісах, під корою дерев, серед опалого листя і під камінням, трапляються поблизу людських поселень. Зустрічаються на висоті до 20 м над рівнем моря. Ведуть нічний спосіб життя. Відкладають яйця.